# Xã Owego, Quận Ransom, Bắc Dakota
Xã Owego (tiếng Anh: Owego Township) là một xã thuộc quận Ransom, tiểu bang Bắc Dakota, Hoa Kỳ. Năm 2010, dân số của xã này là 21 người.